# Jorge Howard
Jorge H. Howard (ur. ? – zm. ?) – argentyński piłkarz, grający podczas kariery na pozycji bramkarza.

## Kariera klubowa
Jorge Howard podczas kariery piłkarskiej występował w Belgrano AC. Z Belgrano zdobył mistrzostwo Argentyny w 1904.

## Kariera reprezentacyjna
Jedyny raz w reprezentacji Argentyny Howard wystąpił 13 września 1903 w przegranym 2-3 towarzyskim meczu z Urugwajem, który był drugim meczem reprezentacji Argentyny w historii.